# Olivier Jäckle
Olivier Jäckle (sinh ngày 7 tháng 7 năm 1993) là một cầu thủ bóng đá người Thụy Sĩ-Đức, hiện tại thi đấu cho FC Aarau tại Challenge League. Anh là tiền vệ trung tâm, mang số áo 16.